# Maria Konopnicka
Maria Konopnicka, poljska pesnica, pisateljica, publicistka in literarna kritičarka, * 23. maj 1842, Suwałki, Ruski imperij, † 8. oktober 1910, Lvov.
Znana je kot pozitivistična pesnica in avtorica otroških del, pa tudi aktivistka za pravice žensk ter poljsko samostojnost.

## Življenje
Maria Konopnicka je bila rojena 23. maja 1842 v Suwałkah. Mati je preminila, ko je imela Konopnicka 12 let, oče Józef Wasiłowski pa je bil odvetnik in je po ženini smrti otroke vzgajal sam. Poskrbel je, da so bili otroci šolani doma. Kljub omogočeni izobrazbi je dom spominjal na klavzuro, saj so bili obiski omejeni, izhod iz hiše pa je ob spremstvu očeta navadno vodil do pokopališča. Vzdušje doma je bilo obarvano s patriotizmom ter patriarhatom, kar je Mario zelo zaznamovalo. Józef Wasiłowski je svojim otrokom prebiral poljske romantične pesnike Juliusza Słowackega, Zygmunta Krasińskega  ter Adama Mickiewicza, seznanil pa jih je tudi s psalmi in deli antičnih in rimskih avtorjev.
Med letoma 1855 in 1856 je Konopnicka s svojimi sestrami študirala v dekliški šoli v Varšavi, tam je spoznala Elizo Orzeszkowo, prav tako pomembno avtorico obdobja pozitivizma v poljski književnosti, s katero sta zaradi podobnih literarnih interesov ostali prijateljici skozi celo življenje. 
Leta 1862 se je poročila s posestnikom Jarosławom Konopnickim, ki si je prizadeval za vzdrževanje vrednot poljske aristokracije v gospodinjstvu, nasprotoval je tudi Mariini literarni karieri. 
Konopnicka je po objavi pesmi O gorah v časopisu Gazeta Polska prejela pozitivno recenzijo Henryka Sienkiewicza – poljskega pozitivističnega pisatelja, kar ji je dalo zagon za ločitev. Prevzela je skrbništvo nad šestimi otroki in se preselila v Varšavo, kjer se je kot poliglotka ukvarjala tudi s prevajanjem. Prepotovala je obsežen del Evrope, kar ji je dajalo navdih za pisanje. Že v času življenja so njena dela vzbudila precejšnjo pozornost. Ob petindvajseti obletnici delovanja, leta 1903, je kot državno nagrado prejela graščino. Leta 1910 je podlegla pljučnici v Lvovu. 

## Delo
Prve pesmi, v katerih so prevladovali vtisi narave in njene misli, so bile prvič objavljene leta 1877. Vsebina njenih pesmi Sličice (periodično objavljene leta 1879) je pomanjkanje, gmotna in duhovna stiska proletariata in kmetov. Kljub odpravi fevdalizma je ostala kritična, saj je novo uveljavljeni sistem kapitalistične ureditve zopet delal krivice, zlasti kmetom. Prva zbirka z naslovom Poezije je izšla 1881, v njej ne uporablja pozitivistične ideje o optimističnem odnosu delavca in podjetnika, kar je vidno tudi v njenih preostalih delih, s čimer pa se na nek način upre takratnemu Zeitgeistu. Izdala je tri dramatske fragmente z naslovom Iz preteklosti. Za vse tri je značilna zgodovinska snov in pisateljičin boj za svobodo človeških misli. V Poezijah II, je opozorila na družbeno zapostavljene ljudi, posebej otroke. Životarjenju kmečkih ljudi pa je posvetila ciklusa Na piščalko in S travnikov in polj. Osnovni ton teh preprostih in melodičnih pesmi je sočutje. 
Drugi zvezek Poezij zaključuje ciklus Od daleč, ki izraža hrepenenje po domovini med pesničinim bivanjem v tujini. 
Konopnicka je leta 1884 postala glavna urednica ženske revije Svit. Vendar sta cenzura in javno mnenje ovirala razmah vsake svobodnejše misli in širšega pogleda. Tretji zvezek Poezij (1886) je imel bolj dovršeno umetniško podobo, pod vplivom ljudske poezije je v teh pesmih namesto enoličnosti melodično in ritmično bogastvo, temelječe na raznovrstni intonaciji. Socialnim motivom se pridružujejo tudi nacionalni. 
V pesnitvah Imagina obravnava poljsko narodno vprašanje pa tudi občečloveške probleme. Pesnica želi obnovljeno, svobodno poljsko državo, ki bo vse ljudi pripeljala k enakosti in bratstvu. 
Prvo prozno delo z naslovom Štiri novele, je objavila 1888, v njih se zavzema za sožitje Poljakov z judovsko skupnostjo. Med drugim je tekom literarnega ustvarjanja pisala tudi pesmi, pravljice in povesti za otroke ter literarnokritične članke. 
Pred odhodom iz Varšave v Krakov je napisala novo zbirko novel Moji znanci (1890), v kateri zopet problematizira svet revnih, nesrečnih ljudi. V ospredju so starejše ženske, ki so izmučene od dela in trpljenja. 
Novele Na poti obsojajo narodno izdajstvo in sodelovanje s sovražnikom. V delu Mendel Gdański obsodi antisemitizem in meščanski nacionalizem. 
Vtise iz življenja v tujih deželah je obdelala v knjigi Ljudje in reči, v katerih opisuje žrtve kapitalističnih razmer. 
Lepoto italijanske pokrajine in italijanske umetnosti je zajela v pesniški zbirki Italia, v kateri je po mnenju literarnih teoretikov njena umetniška beseda dosegla najvišjo stopnjo. 
Patriotske pesmi iz let po odhodu v tujino je zbrala v knjigi Ljudem in trenutkom.
Njeno najobširnejše delo Pan Balcer govori o usodi poljskih izseljencev, napisano je v stancah in ima šest delov. Odseva idejne spremembe v poljski družbi, ki so se pojavile po letu 1900, kot posledica naraščajoče pomembnosti delavskega razreda. 
Pesmi, napisane pred smrtjo, so bile posvečene domovini, med drugim tudi pesem Četa, ki je postala druga poljska narodna himna. 

## Pomen
Pozitivizem je imel v literaturi določeno vlogo, da naslavlja aktualna družbena vprašanja, saj naj bi bil to način za izboljšanje narodnih razmer – pri Marii Konopnicki to zajema problematike antisemitizma, obubožane kmete zaradi razcveta kapitalizma in ženskih pravic.  Predstavnik obdobja Mlade Poljske, pisatelj Stefan Žeromski, je Konopnicko v svojih dnevnikih poimenoval kot prerokinjo svoje dobe. 
Na slovenskih tleh je bila omenjena v tisku že v času svojega življenja, natančneje v časopisu Ljubljanski zvon in v reviji Dom in svet. O smrti Marie Konopnicke je poročal tudi časopis Narodni dnevnik, kjer jo je avtor označil kot največjo poljsko pesnico in ji pripisal harmoničnost verzov, načitanost ter bogate idejne zasnove.

## Literarna dela

### Zbirke novel
- Cztery nowele (1888)
- Moi znajomi (1890)
- Na drodze (1893): Mendel Gdański
- Ludzie i rzeczy (1898)

### Pesniške zbirke
- Poezje (1881)
- Poezje II
- Poezje III (1886)
- Italia (1901)
- Ludziom i chwilom (1905)

### Dela za otroke
- O Janku Wędrowniczku (1893)
- O krasnoludkach i o sierotce Marysi (1896)
- Na jagody (1903)
- Szkolne przygody Pimpusia Sadełko (1905)

### Pesmi
- W zimowy poranek (1870)
- Kaliszowi (1888 )
- Memu miastu (1897)
- Rota (1908)

### Prevodi v slovenščino
- Pomladi ni dočakal (Anton Funtek, 1905)
- Venec slovanskih povestij. Knj. 10 (Fedor Gradišnik, 1906)
- Marija Konopnicka / Tad. Stan. Grabowski; iz poljskega rokopisa poslovenil Vojeslav Molè (Vojeslav Molè, 1911)